# Aleksey Yemelin
Aleksey Yemelin (né le 16 octobre 1968 à Moscou) est un athlète russe, spécialiste du saut en hauteur.

## Carrière
Représentant l'équipe d'URSS dès la fin des années 1980, il remporte la médaille de bronze des Championnats d'Europe en salle de 1989 avec un saut à 2,30 m, et se classe deuxième des Championnats d'Europe 1990, derrière le Yougoslave Dragutin Topić. Il établit à cette occasion la meilleure performance de sa carrière avec un bond à 2,34 m.
L'année suivante, Aleksey Yemelin monte sur la troisième marche du podium des Championnats du monde en salle de Séville, derrière l'Américain Hollis Conway et le Polonais Artur Partyka, et terminant à égalité avec 2,31 m avec le Cubain Javier Sotomayor.

### Palmarès
| Date | Compétition                    | Lieu    | Résultat | Marque |
| ---- | ------------------------------ | ------- | -------- | ------ |
| 1989 | Championnats d'Europe en salle | La Haye | 3e       | 2,30 m |
| 1990 | Championnats d'Europe          | Split   | 2e       | 2,34 m |
| 1991 | Championnats du monde en salle | Séville | 3e       | 2,31 m |

### Records
| Épreuve                    | Performance | Lieu    | Date               |
| -------------------------- | ----------- | ------- | ------------------ |
| Saut en hauteur            | 2,34 m      | Split   | 1er septembre 1990 |
| Saut en hauteur (en salle) | 2,31 m      | Séville | 10 mars 1991       |